# Grup del Nord-Est
El Grup del Nord-Est és una fàcies arqueològica que es va estendre per les províncies de Barcelona, Tarragona, la meitat sud de Lleida i el terç SE d'Osca.
A partir de la Cultura del vas campaniforme (2750-2300 aC), van aparèixer dos estils regionals a Catalunya, sent un el de Salomó (més tard Arbolí), i que serveix per a definir l'àmbit epicampaniforme d'aquest grup: decoracions en garlanda, ús de boquique, etc. Aquest estil va conviure alhora amb l'estil pirinenc (excepte a la provincia de Tarragona). També es van fer servir vasos geminats d'origen valencià.
Es coneixen alguns assentaments com Roques del Sarró (Lleida), Riols I (Mequinensa), o Minferri (Juneda).
Les pràctiques funeraries van ser diverses, es van reutilitzar sitges, com per exemple a Minferri (Juneda); també es van fer servir coves com la Cova del Tabac (Camarasa), la Cova del Moro (Olvena), o la cova de Galls Carboners (Mont-ral). També es coneix un túmul a Riols I i una cista a la Vall de Miarnau (Llardecans).
A la plana occidental, el Grup del Nord-Est es va transformar en el Grup del Segre-Cinca pels volts del 1650 aC.